# Carretera (Arteijo)
Carretera (llamada oficialmente A Estrada) es una aldea española situada en la parroquia de Armentón, del municipio de Arteijo, en la provincia de La Coruña, Galicia.

## Demografía
| Gráfica de evolución demográfica de Carretera entre 2000 y 2019 |
|                                                                 |
| Datos según el nomenclátor publicado por el INE.                |